# Lotto Belgium Tour 2019
De Lotto Belgium Tour of Ronde van België voor vrouwen 2019 was de achtste editie van deze rittenkoers die van 10 tot 13 september werd verreden. Titelverdedigster was de Duitse Liane Lippert, die dit jaar de beste jongere was. Deze editie werd gewonnen door haar landgenote Mieke Kröger. Lotte Kopecky was de beste Belgische op de tweede plek.

## Deelnemende ploegen
| UCI-teams               | Clubteams               | Clubteams             | Nationale selecties |
| ----------------------- | ----------------------- | --------------------- | ------------------- |
| Doltcini-Van Eyck Sport | Bianchi Dama            | Keukens Redant        | Duitsland           |
| Health Mate-Cyclelive   | Equano                  | Memorial Santos-Fupes | Frankrijk           |
| Lotto Soudal Ladies     | Illi Bikes Cycling Team | Multum Accountants    | Noorwegen           |
| Massi-Tactic            | Isorex                  | Restore               | Verenigde Staten    |
| Parkhotel Valkenburg    | Jan van Arckel          | Rogelli-Gyproc-APB    |                     |
| Sopela Women's Team     | Jos Feron Lady Force    | De sprinters Malderen |                     |

## Etappe-overzicht
| etappe | datum        | start          | finish                  | profiel    | afstand  | winnaar      | klassementsleider |
| ------ | ------------ | -------------- | ----------------------- | ---------- | -------- | ------------ | ----------------- |
| P.     | 10 september | Mettet         | Mettet                  | Proloog    | 5,1 km   | Ruth Winder  | Ruth Winder       |
| 1e     | 11 september | Moorslede      | Dadizele                | Vlakke rit | 123,1 km | Mieke Kröger | Mieke Kröger      |
| 2e     | 12 september | Willebroek     | Willebroek              | Vlakke rit | 134 km   | Coryn Rivera | Mieke Kröger      |
| 3e     | 13 september | Geraardsbergen | Muur van Geraardsbergen | Heuvelrit  | 98,3 km  | Coryn Rivera | Mieke Kröger      |

## Etappes

### Proloog

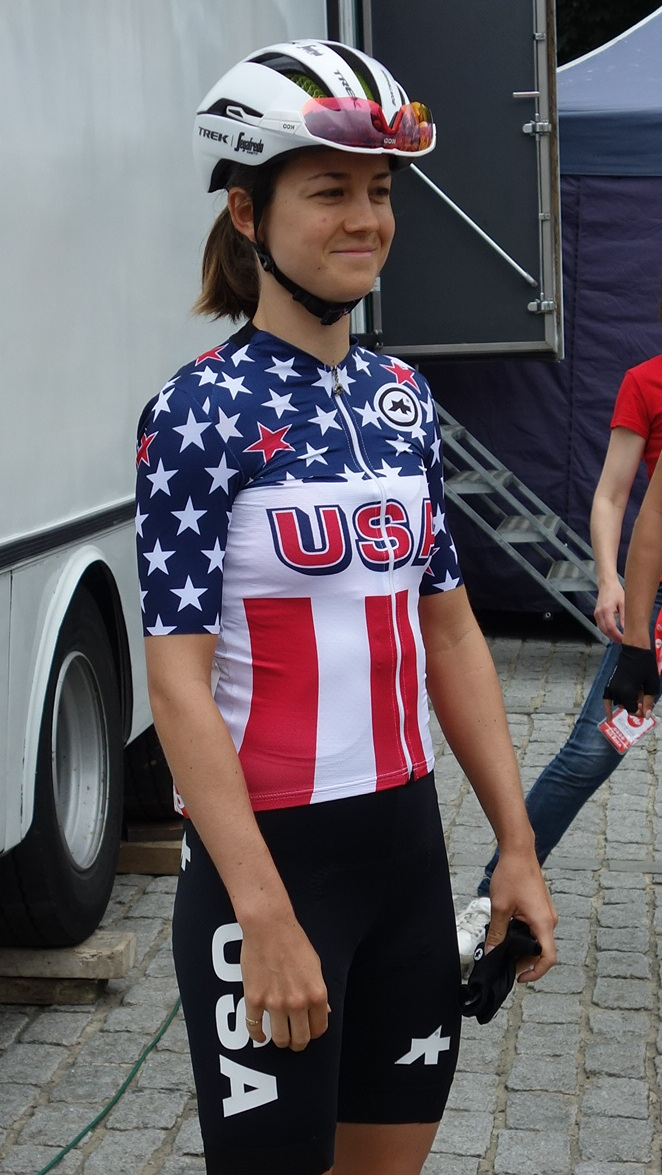
Ruth Winder won de proloog.

| Dinsdag 10 september: Mettet - Mettet (5,1 km) |               |                      |       |
| Plaats                                         | Naam          | Ploeg                | Tijd  |
| Winnaar                                        | Ruth Winder   | Amerikaanse selectie | 6'48" |
| 2                                              | Mieke Kröger  | Duitse selectie      | z.t.  |
| 3                                              | Coryn Rivera  | Amerikaanse selectie | + 12" |
| 4                                              | Tanja Erath   | Duitse selectie      | + 16" |
| 5                                              | Lotte Kopecky | Lotto Soudal Ladies  | + 19" |

### 1e etappe

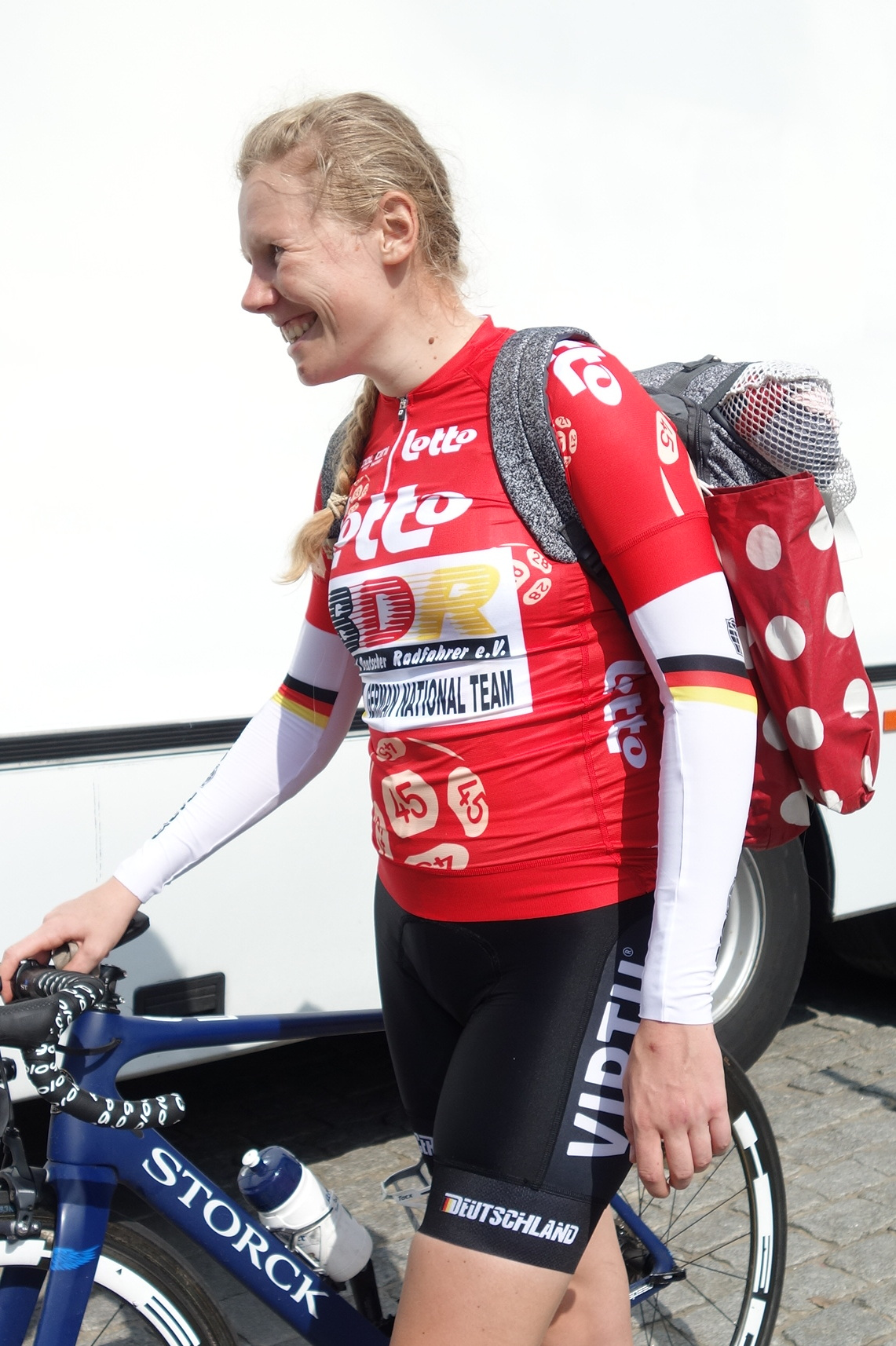
Mieke Kröger won de eerste etappe en het eindklassement.

| Woensdag 11 september: Moorslede - Dadizele (123,1 km) |                     |                         |          |
| Plaats                                                 | Naam                | Ploeg                   | Tijd     |
| Winnaar                                                | Mieke Kröger        | Duitse selectie         | 3u02'38" |
| 2                                                      | Audrey Cordon-Ragot | Franse selectie         | + 7"     |
| 3                                                      | Lotte Kopecky       | Lotto Soudal Ladies     | z.t.     |
| 4                                                      | Nguyễn Thị Thật     | Lotto Soudal Ladies     | + 2'54"  |
| 5                                                      | Kelly Druyts        | Doltcini-Van Eyck Sport | z.t.     |

### 2e etappe
| Donderdag 12 september: Willebroek - Willebroek (134 km) |                       |                       |          |
| Plaats                                                   | Naam                  | Ploeg                 | Tijd     |
| Winnaar                                                  | Coryn Rivera          | Amerikaanse selectie  | 3u15'41" |
| 2                                                        | Susanne Andersen      | Noorse selectie       | z.t.     |
| 3                                                        | Lotte Kopecky         | Lotto Soudal Ladies   | z.t.     |
| 4                                                        | Emilie Moberg         | Noorse selectie       | z.t.     |
| 5                                                        | Kathrin Schweinberger | Health Mate-Cyclelive | z.t.     |

### 3e etappe

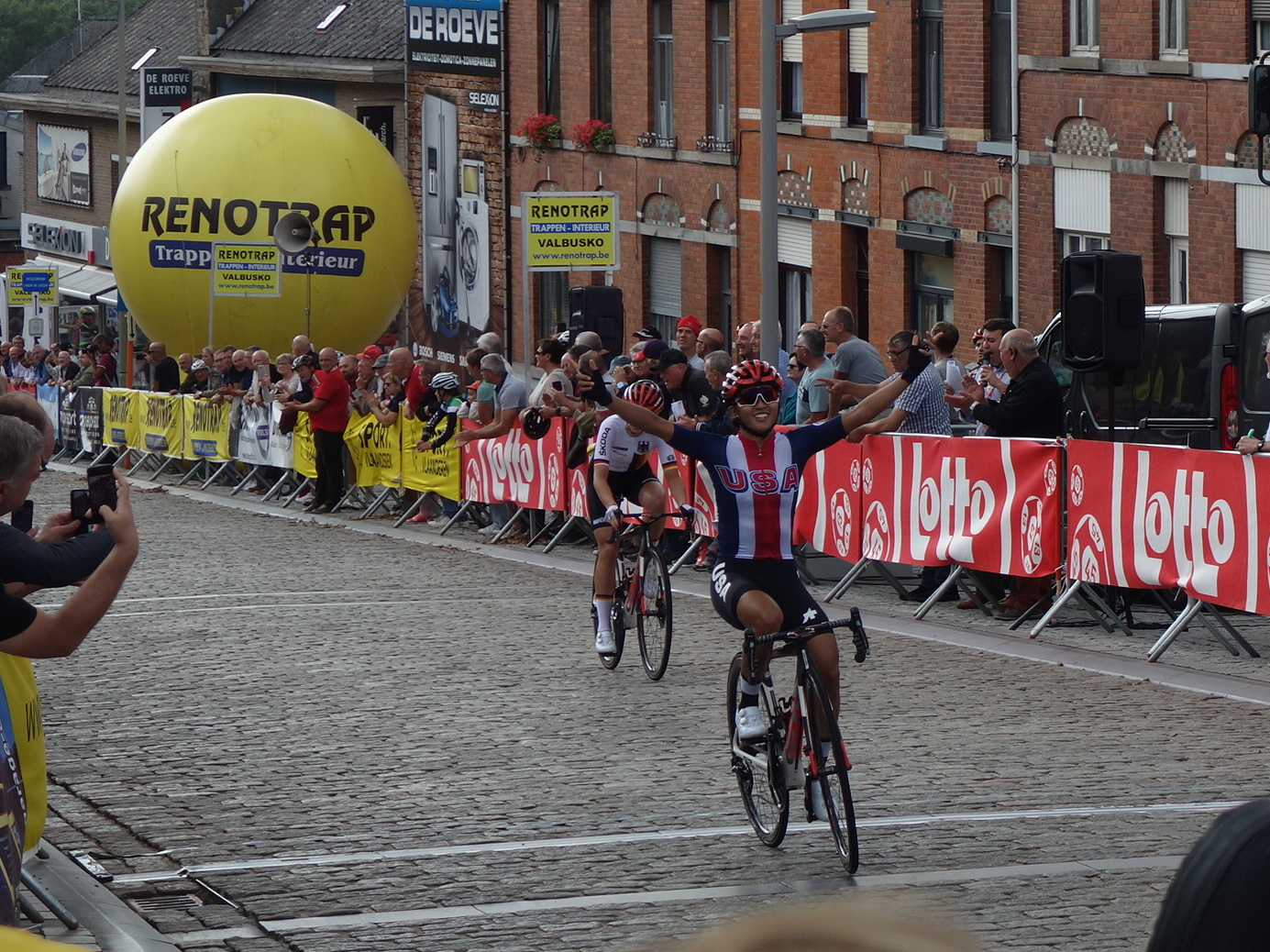
Coryn Rivera won de slotrit.

| Vrijdag 13 september: Geraardsbergen - Muur van Geraardsbergen (98,3 km) |                     |                      |          |
| Plaats                                                                   | Naam                | Ploeg                | Tijd     |
| Winnaar                                                                  | Coryn Rivera        | Amerikaanse selectie | 2u11'45" |
| 2                                                                        | Liane Lippert       | Duitse selectie      | + 1"     |
| 3                                                                        | Sofie De Vuyst      | Parkhotel Valkenburg | + 3"     |
| 4                                                                        | Lotte Kopecky       | Lotto Soudal Ladies  | + 5"     |
| 5                                                                        | Audrey Cordon-Ragot | Franse selectie      | + 7"     |

## Klassementenverloop
De rode trui wordt uitgereikt aan de rijdster met de laagste totaaltijd.
 De groene trui wordt uitgereikt aan de rijdster met de meeste punten van de etappefinishes.
 De bolletjestrui wordt uitgereikt aan de rijdster met de meeste behaalde punten uit bergtop passages.
 De witte jongerentrui wordt uitgereikt aan de eerste rijdster tot 23 jaar in het algemeen klassement.
| Etappe         | Winnaar        | Algemeen klassement | Puntenklassement | Bergklassement  | Jongerenklassement | Ploegenklassement |
| -------------- | -------------- | ------------------- | ---------------- | --------------- | ------------------ | ----------------- |
| Proloog        | Ruth Winder    | Ruth Winder         | niet uitgereikt  | niet uitgereikt | Christa Riffel     | Duitsland         |
| 1              | Mieke Kröger   | Mieke Kröger        | Mieke Kröger     | Sofie De Vuyst  | Christa Riffel     | Duitsland         |
| 2              | Coryn Rivera   | Mieke Kröger        | Coryn Rivera     | Sofie De Vuyst  | Susanne Andersen   | Duitsland         |
| 3              | Coryn Rivera   | Mieke Kröger        | Coryn Rivera     | Sofie De Vuyst  | Liane Lippert      | Duitsland         |
| Eindklassement | Eindklassement | Mieke Kröger        | Coryn Rivera     | Sofie De Vuyst  | Liane Lippert      | Duitsland         |